# ستيفان سافيتش (لاعب كرة قدم نمساوي)
ستيفان سافيتش (بالألمانية: Stefan Savić)‏ (9 يناير 1994 في النمسا - ) هو لاعب كرة قدم نمساوي في مركز الوسط. شارك مع منتخب النمسا تحت 17 سنة لكرة القدم ومنتخب النمسا تحت 19 سنة لكرة القدم. أما مع النوادي، فقد لعب مع لاسك لينتس ونادي ريد بل سالزبورغ ونادي سلافن بيلوبو ونادي ليفيرينج وFC Juniors OÖ ‏.

## وصلات خارجية
- ستيفان سافيتش على موقع قاعدة بيانات كرة القدم.إي يو (الإنجليزية)
- ستيفان سافيتش على موقع Soccerway.com (الإنجليزية)
- ستيفان سافيتش على موقع عالم كرة القدم.نت (الإنجليزية)